# 忍頂寺
忍頂寺（にんちょうじ）は、大阪府茨木市大字忍頂寺にある高野山真言宗の寺院。山号は賀峰山（かぶさん）。現在は寿命院（じゅみょういん）とも称する。
本尊は薬師如来。竜王山（忍頂寺山）の麓に位置する。また、竜王山と忍頂寺は大阪みどりの百選に選出されている。本堂東には、鎮守社である八所神社がある。

## 歴史
寺伝によれば、聖武天皇の時代（724年 - 748年）に行基が創建したという。『摂津名所図会』には、開成王子が創建したと書かれている。いずれも史実とは考えられておらず、勝尾寺三世証道上人の弟子三澄が国家鎮護のため、851年（仁寿元年）に開基したという説が有力である。
当時は「神岑山寺」（かぶさんじ）と称した。860年（貞観2年）9月20日に清和天皇より、忍頂寺の寺号を贈られ、勅願寺となった。
鎌倉時代に仁和寺の支配を受け、南北朝時代のころに、本堂が戦火に巻き込まれ焼失したと伝わる。永禄の頃には織田信長から保護を受けたが、キリスト教伝播の影響で寺院は焼かれ、キリシタン大名の高山右近に寺領を没収された。
寛永（1624年 - 1643年）の頃、石橋院榮尊が中興を図った。のちに領主で名町奉行として知られた江戸幕府旗本小田切直年の支援もあったが、再び荒廃した。
以上のように、全盛期には23もの寺坊を有し、勝尾寺や神峯山寺などと並び山岳修行（修験道場）の聖地として知られる大寺院だったが盛衰を繰り返し、支院の1つであった寿命院が現在の忍頂寺として残っている。

## 伽藍
- 本堂 - 薬師如来を本尊とする。
- 鐘楼 - 梵鐘には「寛文四年三月三日鋳鐘」の銘がある。
- 観音堂 - 聖観音を本尊とする。
- 水子・子育地蔵尊
- 小織姫明神 - 鐘楼の脇にあり、石碑のような姿形をしている。

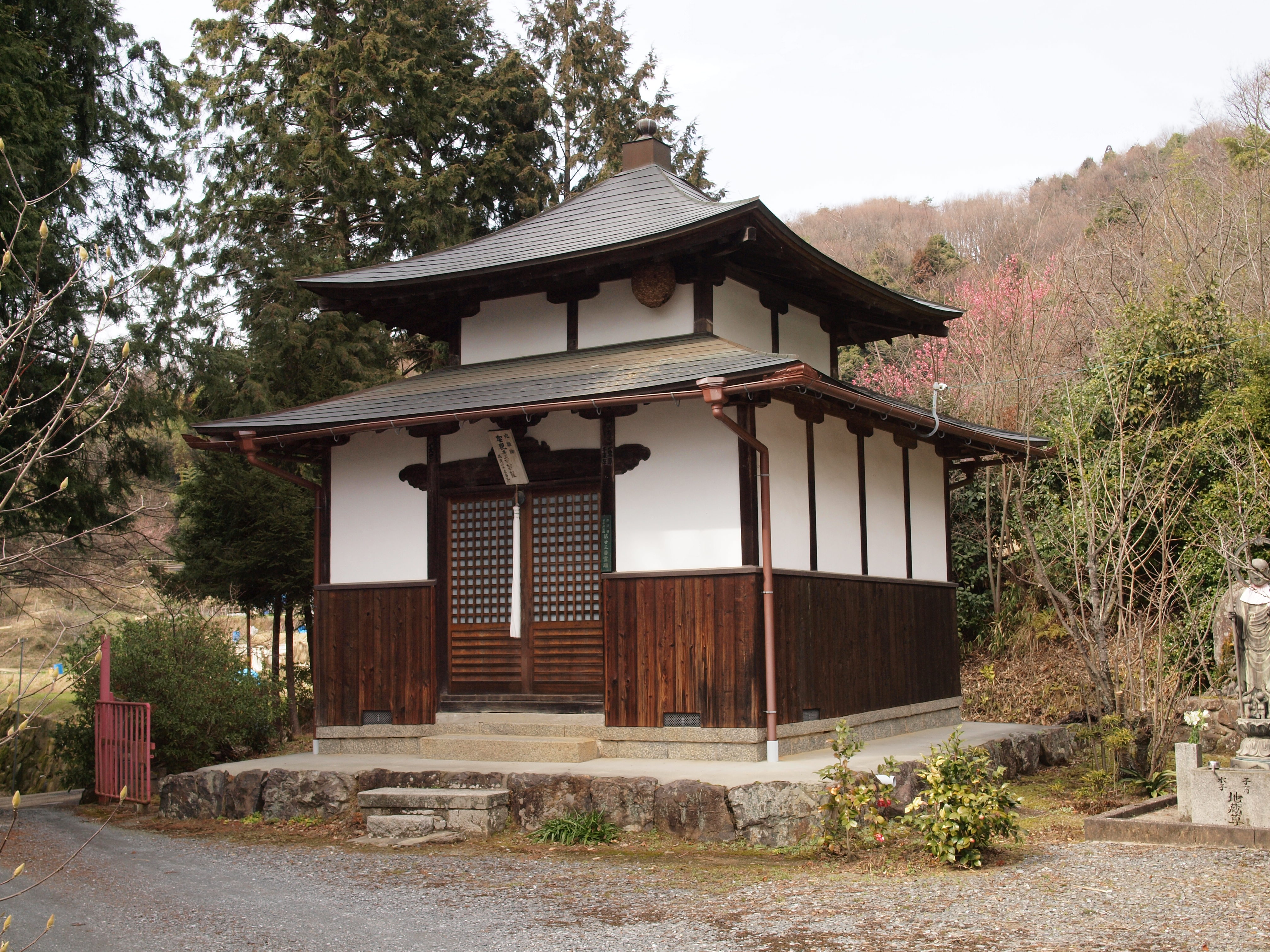
観音堂
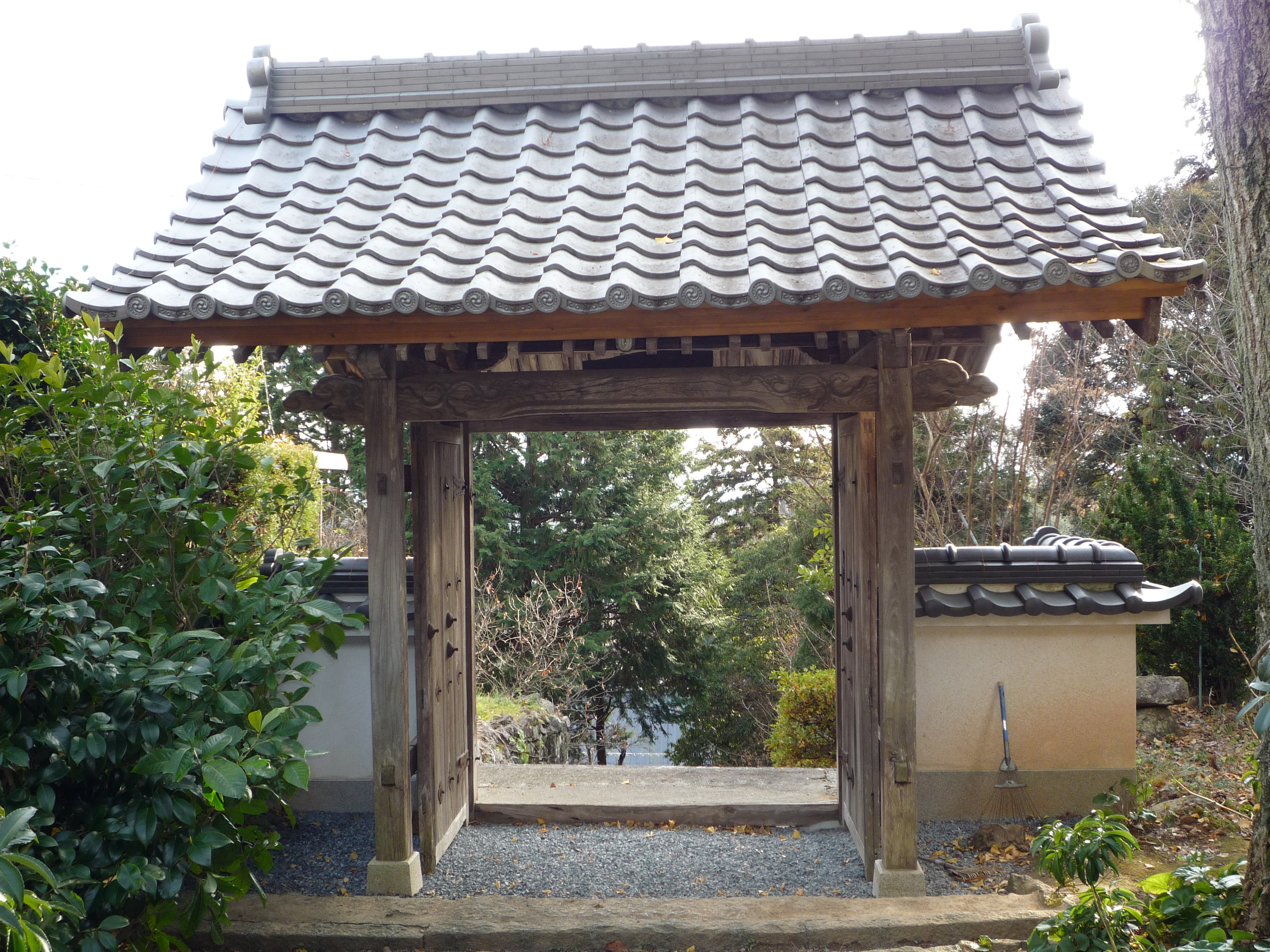
山門 （境内から撮影）
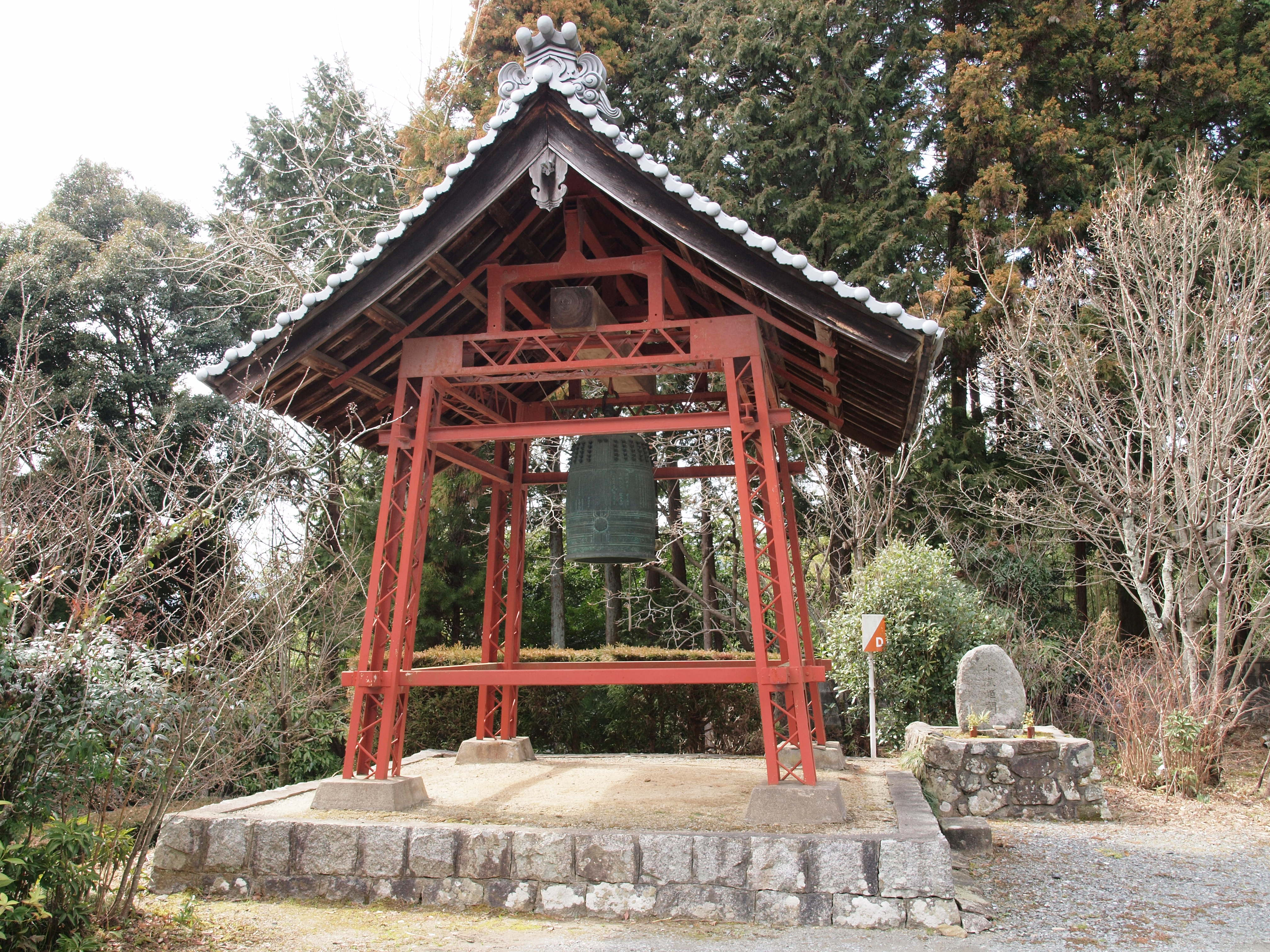
鐘楼（右脇に小織姫明神が見える）

## 文化財

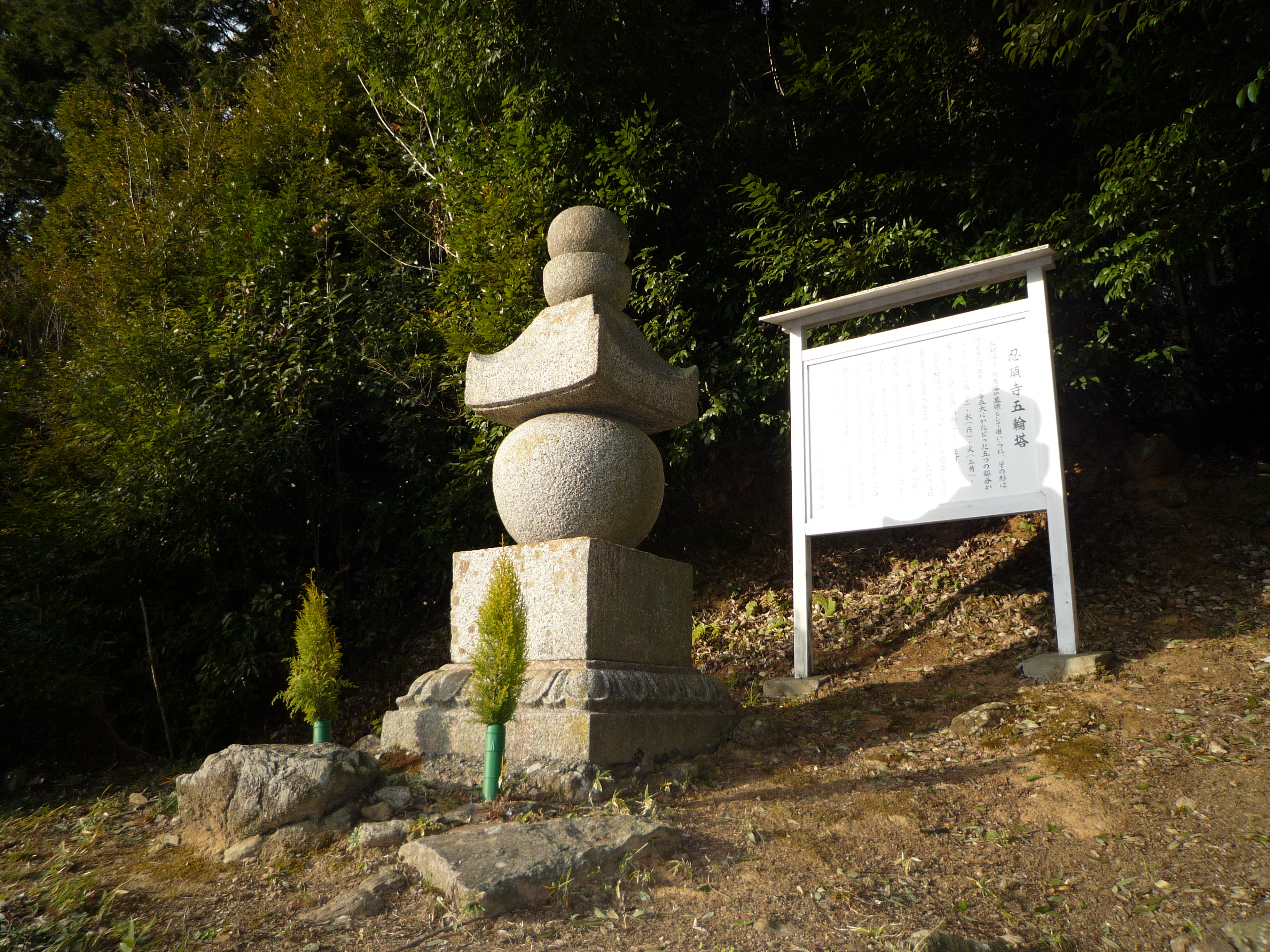
五輪塔

- 五輪塔 - 花崗岩製、総高2.3m。境内の奥にあり、1978年（昭和53年）8月1日に大阪府指定有形文化財となっている。「元亨辛酉七月十五日金剛佛子定盛」の銘があり、元亨元年（1321年）の建立と判明する。[1]

## 札所
- 摂津国三十三ヶ所第23番 - 観音堂の本尊聖観音が札所本尊となっている。

## アクセス
- JR京都線 茨木駅から阪急バス忍頂寺行に乗車（毎時1本運行）、「忍頂寺小学校前」バス停下車、林道竜王山線を徒歩。浄福寺が隣接している。
- 大阪府道1号茨木摂津線 - 忍頂寺交差点から少し茨木方向へ進む。忍頂寺小学校前バス停付近で林道竜王山線へ進む。